# Jayaputra
Jayaputra is een bestuurslaag in het regentschap Tasikmalaya van de provincie West-Java, Indonesië. Jayaputra telt 3184 inwoners (volkstelling 2010).